# Resolució 434 del Consell de Seguretat de les Nacions Unides
La Resolució 434 del Consell de Seguretat de les Nacions Unides, fou aprovada el 18 de setembre de 1978, després de reafirmar les resolucions anteriors, inclosa la 425 (1978), 426 (1978) i 427 (1978), el Consell va felicitar la UNIFIL pel seu treball al Sud del Líban, però va expressar la seva preocupació per la situació al conjunt del Líban.
El Consell també va observar amb preocupació el fet que la Força Provisional no podia operar lliurement a tota la zona, al mateix temps que expressava el dolor a causa de la pèrdua d'alguns dels seus membres. Per tant, en resposta a una petició del Govern del Líban, el Consell:
(a) va renovar el mandat de la Força Provisional de les Nacions Unides durant quatre mesos fins al 19 de gener de 1979;
(b) va convidar a Israel, al Líban i altres a aplicar les resolucions anteriors;
(c) va demanar al Secretari General que informés en dos mesos sobre els progressos realitzats en l'aplicació de la resolució.
La resolució 434 va ser aprovada per 12 vots contra cap, mentre que Txecoslovàquia i la Unió Soviètica es van abstenir i la República Popular de la Xina no va participar.